# Andrew Dice Clay

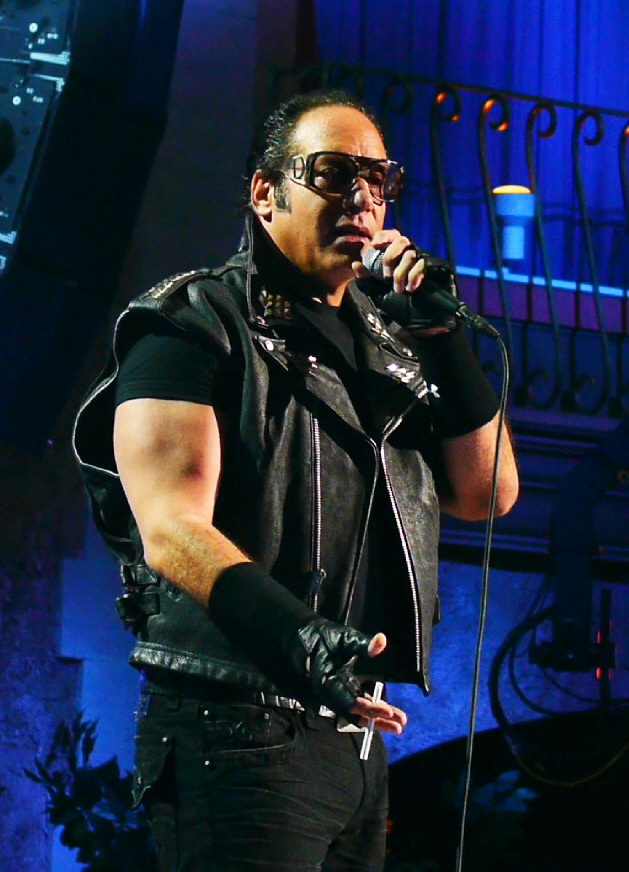
Andrew Dice Clay (2012)

Andrew „Dice“ Clay (* 29. September 1957 in Brooklyn, New York als Andrew Clay Silverstein) ist ein US-amerikanischer Komiker und Schauspieler. Bekannt wurde er vor allem durch seine Auftritte als Comedian, bei denen er durch eine äußerst vulgäre Ausdrucksweise auffiel und damit die US-amerikanische Öffentlichkeit polarisierte. Den Höhepunkt seiner Popularität erreichte er zum Ende der 1980er- und zu Beginn der 1990er-Jahre. Danach arbeitete er bis heute mit deutlich geringerem Erfolg an weiteren Showbusiness-Projekten. Er belegt den 95. Platz auf der Comedy-Central-Liste der besten 100 Komiker.

## Start der Karriere
Unter dem Namen Andrew Clay war er zunächst häufig in den US-amerikanischen Sitcoms M*A*S*H und Noch Fragen Arnold? zu sehen. Anschließend agierte er in Filmen wie Zoff in der Hoover-Academy (mit Judd Nelson in der Hauptrolle), wo er 1984 eine Figur mit dem Namen „Dice“ spielte. Zwei Jahre später trat er erstmals mit dem Namen Andrew „Dice“ Clay als Schauspieler in der Teenagerkomödie Pretty in Pink auf, wo er selbst einen Türsteher mimte. Zwischen 1986 und 1988 war er regelmäßig in der Fernsehserie Crime Story mit Dennis Farina zu sehen, entwickelte sich dann aber immer weiter in das Stand-up-Comedy-Fach, wobei er sich weitestgehend an seiner „Dice“-Figur aus Pretty in Pink orientierte. Die Figur, die er fortan als „The Dice Man“ bezeichnete, besitzt mutmaßlich einen weiteren Ursprung in dem gleichnamigen Roman von Luke Rhinehart, dessen Hauptfigur eine hochgradig rassistische, menschen- und speziell frauenverachtende Persönlichkeit offenbart.

### Clay als Komiker
Anders als Komiker wie Lenny Bruce, Sam Kinison oder Bill Hicks, die mit einem ebenfalls sehr offensiv-aggressiven Stil auch politische und sozialkritische Ziele verfolgten, zielte Clay zunächst einmal ausschließlich auf einen maximalen Schockeffekt bei seinem Publikum ab. Er beschränkte sich auf vordergründig rüde und sexistische Aussprüche, die Frauen als reine Sexobjekte darstellten und seine eigene Potenz überbetonten. Weitere Zielscheiben stellten in seinen Programmen vornehmlich Weiße, Asiaten und Araber dar. Auffällig hierbei ist jedoch seine Betonung, es mit jedem aufzunehmen („I fuck with anybody“), dass er jedoch im Gegensatz dazu immer dieselben Stereotype als Angriffsziele verwendete. So griff er beispielsweise niemals Juden oder Schwarze an, sondern idolisierte Letztere.
Vor allem die offenen Beleidigungen von einzelnen Zuschauern im Publikum, die dann häufig sogar die laufende Veranstaltung verließen, machten Clay zu einem Gegenstand großer Kritik.
Auf der anderen Seite führte ihn auch genau dies zu seinem großen Erfolg. In einer Zeit, in der der Feminismus und der Begriff der Politischen Korrektheit („Political Correctness“) eine immer größere Rolle in der Gesellschaft spielte, stand „Dice“ mit seinem Outfit aus den 1950er-Jahren als Kettenraucher in Lederjacke mit Tolle für die Karikatur einer vergangenen amerikanischen Männlichkeit.

### Kinderreime (Nursery Rhymes)
Bekannt wurde Clay auch durch seine umgetexteten Kinderreime, die vormals freundliche Textreime in vulgäre Beschreibungen von sexuellen Kontakten verwandelten. Auch diese Reime sorgten neben öffentlicher Empörung für eine Vergrößerung seines Bekanntheitsgrades.

## Popularität und Kontroversen
Mit Hilfe seiner wachsenden Popularität erhielt Clay einen Vertrag bei der von Rick Rubin geleiteten Plattenfirma Def American. Normalerweise verkauften sich Tonträger von Komikern traditionell eher mäßig. Umso überraschender war (sogar für Clay selbst), dass sich sein Debütalbum mit dem Namen „Dice“ zu einem kommerziellen Erfolg entwickelte. Teile dieses Albums wurden anschließend von dem Gangsta-Rapper Ice Cube verwendet. Als Clay bei der Sendung Saturday Night Live als Gastgeber auftrat, boykottierten sowohl die ursprünglich als Musikgast vorgesehene Sinéad O’Connor als auch Nora Dunn – als normales Mitglied der Saturday-Night-Live-Besetzung – ihr Mitwirken. Während der Sendung wurde der Film „Ist das Leben nicht schön?“ in Verbindung mit Clays Teilnahme an der Sendung parodiert. Clay, der in dieser Parodie mit dem Gedanken spielte, sich auf einer Brücke das Leben zu nehmen, traf dort seinen „Schutzteufel“ (im Gegensatz zu einem „Schutzengel“), der von Jon Lovitz gespielt wurde und ihm die Welt zeigte, wie sie sich darstellte, falls er nicht existierte. Dort war zu sehen, wie Nora Dunn von O’Connors Gitarrenverstärker erschlagen wurde.

## „The Day the Laughter Died“
Es folgte Clays erfolgreichste Zeit als „Dice“, als er die Doppel-CD mit dem Titel The Day the Laughter Died aufnahm. Diese knapp unter zwei Stunden andauernde Aufnahme war zeitweilig in den „Top 40 Album Charts“ und hatte nach Clays Äußerungen das Ziel, die „schlimmstmögliche Show zu veranstalten“. Clay stellte sich dabei vor ein zahlendes Publikum, besaß offenbar kein ausgearbeitetes Konzept und beleidigte während der gesamten Aufführung sowohl einzelne Zuschauer als auch das Publikum insgesamt. Erneut verließen viele Zuschauer die Veranstaltung, darunter sogar zahlreiche Anhänger, die mit seinem Stil vertraut waren. Der Auftritt – produziert von Rick Rubin – wurde ungeschnitten veröffentlicht.

## Kommerzielle Fehlschläge
1989 trat Clay bei den MTV Video Music Awards 1989 auf. Dort sollte er Cher ankündigen. Kurz vorher hatte er einen kurzen Stand-up-Auftritt, bei dem er versaute Mother-Goose-Reime zum Besten gab. Die Offiziellen von MTV waren damit nicht einverstanden und verhängten ein lebenslanges Auftrittsverbot bei MTV.
Clay spielte 1990 erstmals in dem Film Ford Fairlane – Rock ’n’ Roll Detective eine Hauptrolle. Ford Fairlane wurde zu einem Flop an den Kinokassen und sollte das Ende von Clays Kinokarriere als Hauptdarsteller begründen. Später entwickelte sich der Film im Videogeschäft jedoch zu einer Art Kultfilm.
Unter dem Titel Die Show am Rande des Wahnsinns (im englischen Original: Dice Rules) wurde 1991 ein Auftritt Clays im New Yorker Madison Square Garden verfilmt. Da sich aber zahlreiche Kinobetreiber weigerten, den Film zu zeigen, wurde dieser zu einem kommerziellen Misserfolg. Sein anschließendes Album 40 Too Long fand 1992 bereits einen deutlich geringeren Anklang, so dass Clay langsam aus dem Licht der breiten Öffentlichkeit verschwand.
Sein im Jahre 1993 veröffentlichtes Nachfolgealbum The Day the Laughter Died, Part 2 wurde nur noch vor einem kleinen Publikum bei Dangerfield’s in New York aufgenommen. Er setzte dabei das Prinzip aus dem ersten Teil fort und attackierte dabei neben dem Publikum die Filmkritiker Gene Siskel und Roger Ebert, die beide über sowohl Dice Rules als auch Ford Fairlane schlechte Kritiken geschrieben hatten. Nach diesem Projekt verschwand Clay für zwei Jahre vollständig aus der Öffentlichkeit.

## Einmal Liebe, kein zurück
Clay kehrte 1995 zurück, verzichtete fortan auf den Dice-Zusatz im Namen und spielte in der von dem Fernsehsender CBS ausgestrahlten Sitcom Bless This House (deutscher Titel: Einmal Liebe, kein zurück) einen fürsorglichen Familienmenschen. CBS trennte sich dann jedoch von Clay und stellte dabei die Schwierigkeiten in der Zusammenarbeit heraus, sowie Clays Fehlverhalten, das sich unter anderem in der Weigerung, den vorgegebenen Text zu lernen, darstellte. Die Sendung wurde abgesetzt, und Clay beschwerte sich in einem Radiointerview mit Howard Stern darüber, dass ihm CBS vor seiner Zusage versprochen hatte, der dargestellten Figur „Ecken und Kanten“ zu verleihen. Das Gespräch mit Stern endete in offen ausgetragenen Verbalattacken.

## Spätere Projekte
Nach den schlechten Sitcom-Erfahrungen kehrte Clay in sein ursprüngliches Comedy-Fach zurück, trat beim Fernsehsender HBO in der Sendung „Assume the Position“ auf und veröffentlichte im Jahr 2000 mit „Face Down, Ass Up“ ein weiteres Album. Sein Publikum war nun kleiner als jemals zuvor, was auch daran lag, dass das Genre der „Angriffscomedy“ („assault comedy“) nach dem Tod von Sam Kinison und Bill Hicks deutlich an Popularität verloren hatte.
Clay kam zu weiteren kleinen Nebenrollen in Filmen wie Eine Nacht bei McCool’s, wo 2001 Matt Dillon und Michael Douglas die männlichen Hauptrollen besetzten. 2011 gelang ihm die Rückkehr zum Fernsehen durch Gastauftritte in der HBO-Serie Entourage.

## Auftritt bei CNN
Aufsehen erregte Clay wieder am 12. November 2003, als er vor einem möglichen Comeback den CNN-Moderator Allan Chernoff live in seiner Nachrichtensendung „The Biz“ verbal angriff. Ein Mitschnitt dieses Interviews existiert an vielen Stellen im Internet und wird häufig in Sendungen im Zusammenhang mit Kuriositäten oder amerikanischer Fernsehgeschichte gesendet. CNN selbst erhielt von der Kongressbehörde FCC nur deswegen keine Strafe, weil das Kabelfernsehen nicht unter deren Kontrolle steht.

## Dice bei „Sirius Satellite Radio“
Im Jahr 2006 beendete Clay seine langjährig andauernde Fehde mit Howard Stern und tritt mittlerweile sogar regelmäßig mit dem Programm „Out of the Cage“ in seinem Radioprogramm auf.

## Filmografie (Auswahl)
- 1981: Wacko
- 1982: M*A*S*H (Fernsehserie, Folge 11x02)
- 1984: Zoff in der Hoover-Academy (Making the Grade)
- 1985: Die Superaufreißer (Private Resort)
- 1986: Pretty in Pink
- 1986–1988: Crime Story (Fernsehserie, 13 Folgen)
- 1988: Gar kein Sex mehr? (Casual Sex?)
- 1990: Ford Fairlane – Rock ’n’ Roll Detective (The Adventures of Ford Fairlane)
- 1993: Brainsmasher: A Love Story
- 1998: Whatever it takes
- 1999: Foolish
- 2011: Raising Hope (Fernsehserie, Folge 2x08)
- 2013: Blue Jasmine
- 2013: The Blacklist (Fernsehserie, Folge 1x08)
- 2016: Dice (Fernsehserie, 13 Folgen)
- 2017: My Kitchen Rules (Koch-Reality-Show)
- 2018: A Star Is Born
- 2022: Pam & Tommy (Miniserie, 2 Folgen)

## Diskografie
- 1989: Dice (US: Gold)[3]
- 1990: Day The Laughter Died
- 1992: 40 Too Long
- 1993: Day The Laughter Died, Part 2
- 2000: Face Down, Ass Up

### Musikaufnahmen mit Dice-Samplings
- „A Gangsta’s Fairytale“ auf dem Album „AmeriKKKa’s Most Wanted“ von Ice Cube (Priority Records, 1990): Am Ende des Songs ist Dice mit einem umgetexteten Kinderlied zu hören: „Good old Mother Goose, remember her? I fucked her.“
- „Just Don’t Bite It“ auf der EP „100 Miles and Runnin'“ von N.W.A (Ruthless Records/Priority Records, 1990): Dice ist im Refrain des Liedes mit seiner Frage „But does she suck a good dick?!?“ zu hören (entnommen aus „Couples In Love“).
- „Unbelievable“ von der Band EMF (EMI, 1991): Mehrere Ausrufe von Dice („Oh, shit!“, „Whoa, man!“ und „It’s unbelievable“) sind während des gesamten Liedes zu hören.